# جوناثان كرون
جوناثان كرون (بالإنجليزية: Jonathan Krohn)‏ هو كاتب أمريكي، ولد في 1 مارس 1995 في جورجيا في الولايات المتحدة.